# Віталій Віталієв
Віталій Віталієв (англ.: Vitali Vitaliev; рос. Виталий Витальев) — журналіст і письменник українського походження, який працював у Росії, Великій Британії, Австралії та Ірландії.

## Біографія
Віталієв народився в 1954 році в Харкові, Україна. Він закінчив Харківський університет з французької та англійської мов, працював усним та письмовим перекладачем, перш ніж стати журналістом у 1981 році. Він працював спеціальним кореспондентом журналу «Крокодил» у Москві, коли з'явився в ролі «московського кореспондента» Клайва Джеймса в Saturday Night Clive. 31 січня 1990 року він і його сім'я «втекли», переїхавши спочатку до Лондона, а потім поселившись (і отримавши громадянство) в Австралії. Після кількох років там він повернувся до Сполученого Королівства, де жив у Лондоні. Тепер він знову повернувся до Лондона після деякого часу, проведеного в Единбурзі та Дубліні. Книги Віталієва перекладено з англійської на німецьку, японську, російську, італійську, фінську, французьку та деякі інші мови (див.: Книги). У червні 2018 року Віталієв був призначений стипендіатом Королівського географічного товариства Великої Британії (FRGS), а в 2021 році — стипендіатом Королівського літературного фонду та стипендіатом RLF Writing Fellow у Magdalene College Кембриджського університету. Він також є членом International Travel Writers Alliance (MITWA).

## Журналістика
Віталієв був першим радянським журналістом, який публічно викрив організовану злочинність, так звану радянську мафію, а також існування проституції, політв'язнів і радянських неонацистів. Значною мірою завдяки всім цим новаторським розслідуванням і викликаним ними погрозам як з боку злочинного світу, так і КДБ він був змушений втекти.
Тоді Віталієв працював у газетах Австралії та Великої Британії; та для ірландського журналу Village. У Великобританії він писав для Punch, The Listener, The Observer, The Spectator, The Independent, London Courier, The Sunday Times і The Sunday Telegraph. У різний час він був штатним автором та/або постійним колумністом The Guardian, The European, The Glasgow Herald, The Australian, The Age, The Canberra Times, South China Morning Post, The Daily Telegraph, The Sunday Herald Sun та деяких інших газет та журналів. У 1997–98 роках працював заступником редактора журналу Transitions, у 2006–07 роках — головним редактором журналу Entrepreneur, а з травня 2007 року — редактором журналу E&T (наклад 160 000; розповсюдження в 120 країнах) — до виходу на пенсію в липні 2020 року.

## Телебачення, Радіо, Кіно
Віталієв написав і представив кілька телевізійних документальних фільмів для Channel 4, Australian Broadcasting Corporation і BBC, зокрема «Тасманія», «Московський центр», «Австралія Віталія», епізод 1990 року в серії BBC One «Byline» під назвою «My Friend Little Ben», а також епізод 1994 року в серіалі Channel 4 «Подорожі з моєю камерою» під назвою «Поїзд до свободи». Він був постійним учасником програми BBC TV «Saturday Night Clive», яка транслювала з Москви, а потім із Мельбурна в прямому ефірі через супутник, а також гостем програм After Dark і Have I Got News for You. Протягом майже 3 років він регулярно з'являвся в програмі журналу Europe Direct, BBC World в будні вечорами. Його виступи на BBC Radio 4 включають Breakaway, Excess Baggage, «Midweek», «Start the Week», «In Our Time» та його власний серіал «Eye on the East». У 2007 році він був дослідником і автором сценарію телевізійного телевізійного шоу QI, яке було відзначено багатьма нагородами. У жовтні 2010 року повнометражний повнометражний фільм Віталієва «Павлівський вокзал» потрапив до шорт-листа з десяти (з 270 заявок) у престижному конкурсі «Натхненний наукою» на Лондонському фестивалі сценаристів. У 2016 році його фантастичний роман «Бабуся Яга» був обраний голлівудською кінокомпанією. Нещодавно Віталій написав і представив 30-хвилинну програму BBC Radio 4 «The Life of Dental Losses», яка вперше вийшла в ефір 16 березня 2017 року.

## Нагороди
На Заході Віталієв є лауреатом кількох літературних і журналістських нагород, у тому числі The Royal Melbourne Show Journalism Award (перша премія) в Австралії, премії RTS за найкраще розважальне ТБ-шоу 2007 року (у складі команди QI). У 2009 році він увійшов до шорт-листа та отримав «високу оцінку» в категорії британського оглядача року PPA Awards.
У липні 2010 року він був оголошений лауреатом міжнародної нагороди Асоціації торгівлі та ділових публікацій США (TABPI) у трьох категоріях. Навесні 2010 року «Життя як літературний прийом» потрапило до списку десяти найкращих нових книг газети Independent. У квітні 2011 року він знову потрапив до короткого списку престижної нагороди PPA UK Columnist of the Year Award, а влітку 2012 року виграв ще одну нагороду TABPI (див. вище) за найкращу постійну журнальну колонку. У 2013 році потрапив до короткого списку нагороди BSME (Британського товариства редакторів журналів) за найкращу ідею повнометражного матеріалу.
У 2014 році виграв ще одну нагороду TABPI за найкращу постійну колонку (бронза) з такими коментарями: «Надзвичайно гарно написано, створено навколо унікальних технологічних тем і написано особисто. Чудовий запис.»
У 2015 році він знову потрапив у шорт-лист премії PPA в категорії «Колюмніст року» та виграв GOLD TABPI AWARD за найкращу регулярну колонку за свою колонку «Після всього» в E&T з такими коментарями: «Віталій Віталієв є блискучим письменником із величезною глибиною та широтою знань, він на висоті своєї гри в цьому форматі колонки, де він чудово використовує свої навички оповідання. Ви не можете відкинути його колонки, поки не ввімкнете кожне слово». У 2016 році він потрапив до короткого списку премії PPA в категорії «Колумніст року» та знову виграв (другий рік поспіль) ще одну нагороду GOLD TABPI AWARD, яку вручають США, за найкращу постійну колонку («After All» для журналу E&T), з такими оцінками: «Захопливий і доступний, майстерність оповідання Віталія виняткова. Сухий гумор, описова та проста мова робить її не лише легкою, але й приємною для читання. Я був би щасливий, якби колона була довжиною вдвічі».
2017 і 2018 роки були відзначені ще двома короткими списками PPA Колумніст року.
У червні 2018 року Віталієв був призначений членом Королівського географічного товариства Великої Британії (FRGS), а в липні того ж року отримав нагороду SILVER TABPI AWARD за найкращу регулярну колонку з такими коментарями суддів: «Видатна колонка … звернення до „справжніх“ людей. . . Чудовий тон голосу».
У вересні 2018 року Віталій потрапив до шорт-листа BTJA (Business Travel Journalism Award) у категорії «Репортажист року» за репортаж про DMZ (демілітаризовану зону між Північною та Південною Кореєю) «Зона страху та надії», а в листопаді 2018 року посів друге місце в категорії «Найкращий споживчий репортаж» на премії Caribbean Travel Media Awards 2018 за його матеріал «Мігранти Карибського моря» в журналі Geographical.

## Книги
- 1987 King of the Bar Pravda Publishers. A collection of articles written for Krokodil magazine (in Russian).
- 1990 Special Correspondent – Investigating in the Soviet Union, Hutchinson, ISBN 0-09-174297-8; translated into German (Econ Verlag), French & Japanese (Shinchosa).
- 1991 Dateline Freedom – Revelations of an Unwilling Exile, Hutchinson, ISBN 0-09-174677-9.
- 1991 Vitali's Australia, Random House, ISBN 0-09-182554-7
- 1993 The Third Trinity (with Derek Kartun), Hodder & Stoughton, ISBN 0-340-55366-9; Seven editions in Germany: Aufbau Taschenbuch, Rutten & Loening, Fischer Taschenbuch etc.
- 1995 Little is the Light- Nostalgic Travels in the Mini-states of Europe, Simon & Schuster, ISBN 0-671-71925-4
- 1997 Dreams on Hitler's Couch, RC Books, Simon & Schuster, ISBN 1-86066-088-6
- 1999 Borders Up! Eastern Europe Through the Bottom of a Glass, Simon & Schuster, ISBN 0-684-81810-8
- 2008 Vitali's Ireland. Time Travels in the Celtic Tiger, Gill & Macmillan, September, ISBN 978-0-7171-4076-3
- 2008 Passport to Enclavia. Travels in Search of a European Identity, Reportage Press, October, ISBN 978-0-9558302-9-7; Russian translation (SNOB magazine, March 2009); Italian edition in 2010 (FBE Edizione);
- 2009 Life as a Literary Device, Beautiful Books, 31 October, ISBN 978-1-905636-44-0
- 2012 Life as a Literary Device, Kindle Edition by Thrust Books
- 2012 Passport to Enclavia, Kindle Edition by Thrust Books
- 2012 Vitali's Ireland, Kindle Edition by Thrust Books
- 2014 Granny Yaga A Fantasy Novel for Children and Adults released by Thames River Press, ISBN 978-1783081646
- 2014 Borders Up! Eastern Europe Through the Bottom of a Glass, Kindle and print edition by Thrust Books, ISBN 978-1908756510
- 2015 Little is the Light. Nostalgic Travels in the Mini-States of Europe; Kindle and print edition by Thrust Books, ISBN 978-1908756633
- 2016 Passport to Enclavia. Travels in Search of a European Identity; new print edition by Thrust Books, ISBN 978-1908756725
- 2016 Granny Yaga. A Fantasy Novel for Children and Adults; Kindle and print editions by Thrust Books, ISBN 978-1908756749
- 2018 Out of the Blu. A Science Fiction Comedy Thriller; published on 1 May 2018, ISBN 978-1908756992
- 2020 Vitali's Ireland, 2nd print edition, Thrust Books, ISBN 978-1912741045
- 2021 The Bumper Book of Vitali's Travels: Thirty Years of Globe-Trotting (1990—2020), Thrust Books, ISBN 978-1912741090
- 2021 Life as a Literary Device, Paperback Edition, Thrust Books, ISBN 978-1912741113

### Триває, вийде в 2022/23
- No Trucks in the Garden of Eden. Around Britain in search of a Utopia., Amberley publishers
- Atlas of Geographical Curiosities, five editions in five languages, Jonglez publishers

### Антології
- Granta 64, Winter 1998 Russia, The Last Eighteen Drops (15 pages). Finnish translation in «Granta» Finland, 2015
- QI Annual, Faber & Faber, 2007. In collaboration.
- Nastoyashcheye Vremia magazine — an anthology of Vivisection columns (in Russian) — 2006
- The Best of Ogonyok. The New Journalism of Glasnost. William Heinemann, 1990. Three stories.
- The New Soviet Journalism: The Best of Soviet Weekly Ogonyok, Beacon Pr, 1991, Three stories.
- The Penguin Book of Fights, Feuds & Heartfelt Hatreds. An Anthology of Antipathy. Hardcover: Viking, 1992. Paperback: Penguin Books Ltd, 1993. One story
- Central Asia: Threats, Attacks, Arrests & Harassment of Human Rights Defenders. One of three authors/editors. Front Line, 2006